# Pártay Tivadar
Pártay Tivadar (Dombóvár, 1908. szeptember 6. – Balatonszárszó, 1999. augusztus 9.) magyar politikus, újságíró, országgyűlési képviselő, rövid ideig az FKGP elnöke.

## Életrajza
Dombóváron született négy fiú mellé ötödik gyermekként 1908. szeptember 6-án vasutas családban. Apai ágon tősgyökeres kaposvári, anyai ágon dél-német származású. Édesanyját 1918-ban vitte el a spanyolnátha, apja később újranősült. A bajai, soproni és miskolci tanítóképzőben tanult, 1929-ben szerzett tanítói oklevelet a miskolci evangélikus tanítóképzőben. Szintén ebben az évben nősült meg, felesége 24 katasztrális hold szántóföldet és két hold szőlőt hozott a házasságba; két gyermekük (egy fiú, egy lány) született. 1949-ben elváltak, ami után 1955-ben újranősült, abból a házasságból még három fia született.
1930–1943 között Arnóton volt evangélikus kántortanító. Tanítás mellett gazdálkodott és több lap külső munkatársa is volt.

### Újságírói pályafutása
1932-től a Magyar Jövő és a Független Magyarország külső munkatársa volt. 1945-től a Miskolci Hírlap tulajdonos szerkesztője és a pesti Reggel (1946–1949) társtulajdonos felelős szerkesztője. 1956. októberétől 1957 márciusáig a Magyar Nemzet főszerkesztője. 1989–1994 között a Kis Újság főszerkesztője volt.

### Politikai pályája
1932-ben lépett be a Független Kisgazdapártba (FKGP), ahol meredeken ívelt felfelé a karrierje; 1933-ban már felső-magyarországi pártigazgató, 1934-ben pedig az országos intézőbizottság tagja lett. Az 1939-es választásokon minimális, mindössze 84 fős szavazatkülönbséggel maradt alul az ónodi választókerületben a kormánypárti Nyilas Ferenccel szemben. 1938–1941 között minden évben önkéntes katonai szolgálatot teljesített Kárpátalján és Erdélyben. Főszervezője volt az FKGP 1943. szeptember 12-én, Miskolcon megtartott háborúellenes nagygyűlésének, amiért még aznap este letartóztatták és behívó nélkül kivitték a keleti frontra harcolni. 1944. február 28-án szerelték le. Magyarország német megszállása után bujkálni kényszerült, alig két hét alatt, április 4-én elfogták és internálták, de sikerült megszöknie. Október 15-éig Budapesten bujkált, majd hazatért Arnótra. A települést az oroszok november 30-án foglalták el.
Ezután szinte azonnal bekapcsolódott a helyi politikai életbe, januárban már a miskolci Nemzeti Bizottság és a törvényhatósági, majd a vármegyei nemzeti, aztán a vármegyei törvényhatósági bizottság tagja lett, egyidejűleg pedig újra az FKGP felső-magyarországi pártigazgatója lett. Az 1945-ös választáson beválasztották a nemzetgyűlésbe. Nagy Ferenc párt- és miniszterelnök politikája elleni tiltakozásképp 1947. március 10-én négy társával kilépett a pártból. Június 10-én Dobi István kifejezett kérésére aztán újra belépett a pártba és a párt központi választási bizottságának a tagja lett. Az 1947-es választáson ismét megválasztották, majd a párt nagyválasztmányán szeptember 12-én párttitkárrá választották, a baloldali pártvezetőség akarata ellenére. Rákosi Mátyás és Tildy Zoltán személyes közbelépésével, kölcsönös alkuk révén sikerült a helyére Gyöngyösi Jánost megtenni főtitkárnak. Pártay ekkor a párt jobbszárnyának egyik vezetője lett, s élesen bírálta a Dobi-Gyöngyösi-féle baloldal politikáját. 1948. júliusában, miután nem vett részt az iskolák államosításáról szóló szavazáson, az FKGP politikai bizottságának felszólítására lemondott országgyűlési mandátumáról, amit 1948. november 16-án jelentettek be a képviselőházban.
1949. február 28-án letartóztatták és Kistarcsára internálták, majd 1950-ben a recski kényszermunkatáborba küldték. 1953-ban szabadult, de még ezután is csak fizikai munkásként dolgozhatott, 1956-ig.
Az 1956-os forradalom alatt egyike volt azoknak, akik újjászervezték a Független Kisgazdapártot, aminek október 30-ai alakuló ülésén beválasztották az Országos Ideiglenes Intézőbizottságába is. 1956. október 29. és 1957. március 1. között a Magyar Nemzet főmunkatársa volt. 1957. május 23-án letartóztatták, de nem állították bíróság elé. 1958. július 1-jén szabadult és munkát is vállalhatott. 1959-ben három hónapig a Belkereskedelmi Minisztérium Szállítási Igazgatóságának főelőadója volt, majd 1963-ig a Főspednél, 1963-1964-ben pedig az I. Számú Belkereskedelmi Vállalatnál dolgozott. Ezután 1968-ig a Bútorértnál volt osztályvezető, majd a Volán Tröszthöz került, innét is ment nyugdíjba 1973-ban.
A rendszerváltás hajnalán a Történelmi Igazságtétel Bizottság egyik alapító tagja lett. 1988. augusztus 22-én az ő balatonszárszói házában döntöttek a Független Kisgazdapárt újjászervezéséről, melynek november 18-án alapító elnökévé választották. 1989-ben már csak (örökös) tiszteletbeli elnök volt, majd Torgyán József elnökké választását követően, 1991. július 2-án kilépett a pártból. 1992. október 6-án megalapította a Történelmi Független Kisgazdapártot, aminek elnöke is lett. A párt az 1994-es választáson mindössze két jelöltet tudott állítani, de ők sem jutottak a parlamentbe. Ezután nem sokkal felhagyott az aktív politizálással.
Visszaemlékezései a magánkiadásban megjelentetett „Veszélyes évszázad” című kötetben, továbbá az 1956-os Intézet által kiadott „Pártok 1956” című kiadványban jelentek meg, 1997-ben.

## Kitüntetése
- A Magyar Köztársasági Érdemrend középkeresztje a csillaggal (1991)